# Wieże Bois-Maury
Wieże Bois-Maury (fr. Les Tours de Bois-Maury) – francuskojęzyczna seria komiksowa autorstwa belgijskiego rysownika i scenarzysty Hermanna Huppena, tworzącego pod pseudonimem Hermann (scenariusz do tomów 12–15 napisał jego syn, Yves Huppen). Cykl ukazywał się pierwotnie nakładem francuskiego wydawnictwa Glénat od 1984 do 1994, po czym był dwukrotnie reaktywowany: w latach 1998–2012 pod zmienionym tytułem Bois-Maury i ponownie w 2021 znów jako Wieże Bois-Maury.  
Polskie tłumaczenie serii opublikowało Wydawnictwo Komiksowe. 

## Fabuła
Akcja serii rozpoczyna się w XII w. Rycerz Aymar de Bois-Maury wędruje przez chrześcijańską Europę w towarzystwie swojego giermka Oliwiera, aby odzyskać swój rodzinny zamek Bois-Maury. Jego przygody odzwierciedlają okrucieństwa tamtych czasów. Wędrówka Aymara kończy się w 10. tomie (choć jego postać powraca w tomie 16.). Z kolei każdy z tomów 11–15 opowiada o różnych potomkach rycerza.

## Tomy
| Tom              | Tytuł i rok wydania polskiego | Tytuł i rok wydania oryginalnego |
| Wieże Bois-Maury | Wieże Bois-Maury              | Wieże Bois-Maury                 |
| ---------------- | ----------------------------- | -------------------------------- |
| 1                | Babette (2013)                | Babette (1984)                   |
| 2                | Heloiza de Montgri (2013)     | Eloïse de Montgri (1985)         |
| 3                | Germain (2013)                | Germain (1986)                   |
| 4                | Rainhardt (2013)              | Rainhardt (1987)                 |
| 5                | Alda (2014)                   | Alda (1988)                      |
| 6                | Sigurd (2014)                 | Sigurd (1990)                    |
| 7                | William (2014)                | William (1990)                   |
| 8                | Seldżuk (2014)                | Le Seldjouki (1992)              |
| 9                | Khaled (2014)                 | Khaled (1993)                    |
| 10               | Oliwier (2015)                | Olivier (1994)                   |
| Bois-Maury       |                               |                                  |
| 11               | Assunta (2015)                | Assunta (1998)                   |
| 12               | Rodrigo (2015)                | Rodrigo (2001)                   |
| 13               | Dulle Griet (2015)            | Dulle Griet (2006)               |
| 14               | Wasyl (2015)                  | Vassya (2009)                    |
| 15               | Oko niebios (2015)            | Œil de ciel (2012)               |
| Wieże Bois-Maury |                               |                                  |
| 16               |                               | L'Homme à la hache (2021)        |